# Koivusaari (ö i Finland, Norra Savolax, Varkaus, lat 62,17, long 28,60)
Koivusaari är en ö i Finland. Den ligger i sjön Enonvesi och i kommunen Varkaus i den ekonomiska regionen  Varkaus ekonomiska region  och landskapet Norra Savolax, i den sydöstra delen av landet, 290 km nordost om huvudstaden Helsingfors. Öns area är 32,5 hektar och dess största längd är 1,2 kilometer i sydöst-nordvästlig riktning.